# Lensia beklemishevi
Lensia beklemishevi är en nässeldjursart som beskrevs av Lynn Margulis och Alekseev 1986. Lensia beklemishevi ingår i släktet Lensia och familjen Diphyidae.
Artens utbredningsområde är Indiska oceanen. Inga underarter finns listade i Catalogue of Life.